# Tuesday (песня iLoveMakonnen)
«Tuesday» — песня американского хип-хоп-исполнителя iLoveMakonnen, выпущенная в качестве его дебютного сингла 1 сентября 2014 года. Песня, которая была спродюсирована Sonny Digital и Metro Boomin и была выпущена как первый сингл с его дебютного мини-альбома ILoveMakonnen (2014). 4 марта 2015 года «Tuesday» был сертифицирован RIAA как платиновый, с более чем 1 миллионом продаж.

## История
12 августа 2014 года канадский рэпер Дрейк выпустил ремикс на оригинальную версию песни Маконнена под названием «Club Goin' Up on a Tuesday». 31 августа 2014 года сообщалось, что Маконнен подписал контракт с лейблом Дрейка, OVO Sound.

## Отзывы
«Tuesday» получил критические отзывы от музыкальных критиков, появившись в нескольких списках топ-10 по итогам года. Веб-сайт Pitchfork наградил песню «Лучший новый трек», упомянув ремикс Дрейка. Песня также была названа второй лучшей песней 2014 года журналом Spin. Песня также была указана под 21 номером в списке 116 лучших треков года. В январе 2015 года «Tuesday» занял шестое место в ежегодном опросе критиков Village Voice по итогам года Pazz & Jop. Ремикс с участием Дрейка получил номинацию за «Лучшее рэп-/песенное совместное исполнение» на 57-й ежегодной премии Грэмми.

## Клип
Премьера клипа состоялась 20 октября 2014 года на YouTube-аккаунте iLoveMakonnen. С момента своего выхода клип собрал более 190 миллионов просмотров на YouTube.

## Чарты
| Чарт (2014–15)                             | Высшая позиция |
| ------------------------------------------ | -------------- |
| Канада (Billboard Canadian Hot 100)        | 58             |
| Бельгия/Фландрия (Ultratip Bubbling Under) | 22             |
| Бельгия/Фландрия (Ultratop Urban)          | 14             |
| Чехия (Rádio — Top 100)                    | 35             |
| Франция (SNEP)                             | 86             |
| Великобритания (Official Charts Company)   | 165            |
| Великобритания (OCC UK Hip Hop/R&B)        | 24             |
| США (Billboard Hot 100)                    | 12             |
| США (Billboard Hot R&B/Hip-Hop Songs)      | 2              |
| США (Billboard Dance/Mix Show Airplay)     | 38             |
| США (Billboard Pop Airplay)                | 23             |
| США (Billboard Rhythmic)                   | 1              |

### Годовые чарты
| Чарт (2015)           | Позиция |
| --------------------- | ------- |
| США Billboard Hot 100 | 82      |

## История релиза
| Регион | Дата            | Формат                  | Лейбл                          |
| ------ | --------------- | ----------------------- | ------------------------------ |
| США    | 1 сентября 2014 | Цифровое скачивание     | OVO Sound Warner Bros. Records |
| США    | 18 ноября 2014  | Радио современных хитов | OVO Sound Warner Bros. Records |

## Версия Бурака Йетера
Песня была позже записана турецким диджеем и продюсером Бураком Йетером при участии американской певицей и автором песен Деннеле Сандовал. Первоначально она была записана Сандовал, а затем ремикширован Йетером. Песня была выпущена в Великобритании 12 августа 2016 года на лейбле Warner Music Group.

### Музыкальное видео
Видеоклип был выложен на YouTube 16 июля 2016 года.

### Список композиций
| №  | Название                                           | Длительность |
| -- | -------------------------------------------------- | ------------ |
| 1. | «Tuesday (featuring. Danelle Sandoval)»            | 4:01         |
| 2. | «Tuesday (featuring. Danelle Sandoval) radio edit» | 3:13         |

### Чарты
| Чарт (2016–17)                      | Лучшая позиция |
| ----------------------------------- | -------------- |
| Австрия (Ö3 Austria Top 40)         | 2              |
| Бельгия/Фландрия (Ultratop 50)      | 24             |
| Бельгия/Валлония (Ultratop 50)      | 13             |
| Канада (Billboard Canadian Hot 100) | 77             |
| СНГ (TopHit)                        | 1              |
| Чехия (Singles Digitál Top 100)     | 38             |
| Дания (Tracklisten)                 | 10             |
| Финляндия (Suomen virallinen lista) | 4              |
| Франция (SNEP)                      | 6              |
| Германия (GfK)                      | 2              |
| Венгрия (Dance Top 40)              | 1              |
| Венгрия (Rádiós Top 40)             | 2              |
| Венгрия (Single Top 40)             | 2              |
| Ирландия (IRMA)                     | 94             |
| Italy (FIMI)                        | 91             |
| Latvia (Latvijas Top 40)            | 4              |
| Mexico Airplay (Billboard)          | 4              |
| Нидерланды (Dutch Top 40)           | 9              |
| Нидерланды (Single Top 100)         | 19             |
| Норвегия (VG-lista)                 | 5              |
| Польша (Polish Airplay Top 100)     | 3              |
| Польша (Dance Top 50)               | 2              |
| Romania (Airplay 100)               | 4              |
| Румыния (Romania TV Airplay)        | 1              |
| Россия (TopHit)                     | 1              |
| Словакия (Rádio — Top 100)          | 3              |
| Словакия (Singles Digitál Top 100)  | 3              |
| Slovenia (SloTop50)                 | 18             |
| Испания (PROMUSICAE)                | 62             |
| Швеция (Sverigetopplistan)          | 6              |
| Швейцария (Schweizer Hitparade)     | 4              |
| Украина (TopHit)                    | 55             |

| Чарт (2016)      | Позиция |
| ---------------- | ------- |
| CIS (Tophit)     | 40      |
| Russia (Tophit)  | 37      |
| Ukraine (Tophit) | 42      |

| Чарт (2017)                       | Позиция |
| --------------------------------- | ------- |
| Austria (Ö3 Austria Top 40)       | 5       |
| Belgium (Ultratop Flanders)       | 88      |
| Belgium (Ultratop Wallonia)       | 30      |
| CIS (Tophit)                      | 75      |
| Denmark (Tracklisten)             | 51      |
| Germany (Official German Charts)  | 5       |
| Hungary (Rádiós Top 40)           | 3       |
| Hungary (Single Top 40)           | 4       |
| Hungary (Stream Top 40)           | 14      |
| Netherlands (Single Top 100)      | 77      |
| Poland (ZPAV)                     | 27      |
| Russia (Tophit)                   | 82      |
| Slovenia (SloTop50)               | 39      |
| Sweden (Sverigetopplistan)        | 28      |
| Switzerland (Schweizer Hitparade) | 15      |
| Ukraine (Tophit)                  | 34      |

| Регион | Сертификация  | Продажи |
| --- | ------------- | ------- |
| Австрия (IFPI Austria) | Платиновый    | 30 000  |
| Бельгия (BEA) | Платиновый    | 20 000  |
| Дания (IFPI Danmark) | Платиновый    | 90 000  |
| Франция (SNEP) | Бриллиантовый | 233 333 |
| Германия (BVMI) | 2× Платиновый | 800 000 |
| Италия (FIMI) | Платиновый    | 50 000  |
| Польша (ZPAV) | 3× Платиновый | 150 000 |
| Швейцария (IFPI Switzerland) | Платиновый    | 30 000  |
| * Данные о продажах приведены только на основе сертификации. · ^ Данные о тиражах приведены только на основе сертификации. · Данные о продажах + прослушиваниях приведены только на основе сертификации. |               |         |

### История релиза
| Регион         | Дата            | Формат           | Лейбл              |
| -------------- | --------------- | ---------------- | ------------------ |
| Великобритания | 12 Августа 2016 | Digital download | Warner Music Group |